# Ściana (geomorfologia)

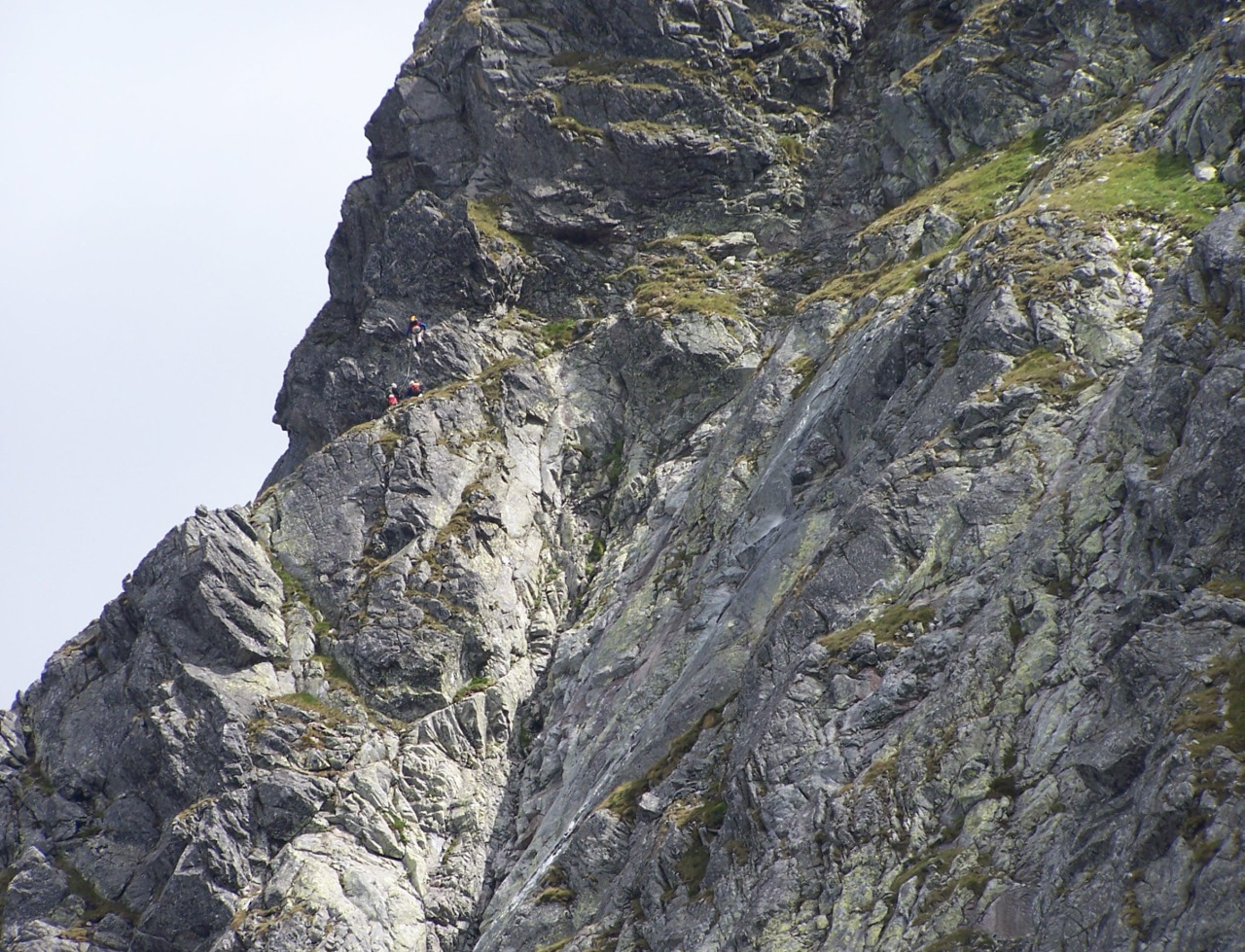
Taternicy w północnej ścianie Świnicy

Ściana górska – zwykle stromy, bardzo stromy (urwisko), pionowy lub nawet przewieszony  (przewieszka) stok góry o podłożu skalnym lub lodowcowym o w miarę jednolitej wystawie, będący jedną z największych formacji terenowych rozpoznawanych we wspinaczce. Ściana górska może mieć wiele setek metrów wysokości, ale wspinacze tą nazwą określają także znacznie mniejsze, ledwie kilkunastometrowe skałki lub ostańce.
Dla ćwiczących z daleka od gór przygotowuje się sztuczne ściany wspinaczkowe. Wszystko zależy od kwalifikacji wspinacza i stopnia trudności jej zdobywania. Warunki wspinaczki na naturalnych ścianach zależą, oprócz rodzaju podłoża i stromizny, także od ich orientacji względem Słońca, narażenia na wiatr oraz pory roku.
Najczęściej na jednej ścianie można wytyczyć kilka dróg wspinaczkowych. Droga najbardziej zbliżona do linii prostej od podstawy ściany do wierzchołka szczytu nosi nazwę direttissimy (wł. najprostsza).
Przykłady: ściana północna Kazalnicy Mięguszowieckiej, flanka Rupal na górze Nanga Parbat (najpotężniejsza na świecie), ściana północna na górze Eiger (najwyższa w Europie). 
W Tatrach najwyższa jest północna ściana Małego Kieżmarskiego Szczytu (ok. 900 m wysokości).